# Latheticomyia rotundicornis
Latheticomyia rotundicornis är en tvåvingeart som beskrevs av Willi Hennig 1969. Latheticomyia rotundicornis ingår i släktet Latheticomyia och familjen Cypselosomatidae. Inga underarter finns listade i Catalogue of Life.